# 新文學運動
新文學運動，又稱文學革命、白話文運動，是中國的一場文學與語文的改革運動，旨在將中文書面語由文言文改為白話文，此次運動由作家及學者在1910年代後期發起。

## 起因
新文學運動源於政局動盪、列強欺凌和民族自覺。不少革新運動因而產生。這些運動的影響不限於政治方面，亦刺激知識分子對中國文化、思想、文學重新思考，引起普及教育的需求，積極推動新文學運動的產生。
新文學運動屬文學發展的自然趨勢，來自「言文一體」的要求。白話文文學的植根時代，并非自五四運動開始，可上溯明清白話文的創作。《儒林外史》、《二十年目睹之怪现状》、《红楼梦》都是用白话文写成的。中國傳統文學到了清末，不論詩詞散文、小說戲劇，似乎已發展到面臨途窮求變的階段，古文亦式微。承接過去唐代變文、宋元話本、金元戲曲及明清章回小說的白話文學餘緒，兼受傳統民間文學和官話的影響，革新文學的論見主張必然產生。
晚清維新運動，提倡思想革新，希望國民放寬眼界，改良社會。因此不少文人提出文學改革運動，梁啟超鼓勵寫作新民體，影響重大，白話文運動迅速推展。清末取消科舉制度，興辦學校，推行「國語運動」，加速新文學運動的開展。自辛亥革命之後，中國普遍有著各種改革舊有文化的思想，例如1912年7月10日，北京臨時政府教育部教育总长蔡元培于教育部召开的临时教育会议开幕演说中主张初等小学宜教国语，不宜教国文。

## 主張
新文學運動則主要起源於1915年陳獨秀在上海創辦的《青年雜誌》（自第二卷改成《新青年》，研究這段歷史的人們也普遍以《新青年》作為該雜誌的總稱）。在《新青年》中，猶以1917年至1919年之間胡適發表的數篇論述為重。
胡適在1917年1月號的《新青年》發表〈文學改良芻議〉，提出八項主張：一曰須言之有物，二曰不摹仿古人，三曰須講求文法，四曰不作無病呻吟，五曰務去爛調套語，六曰不用典，七曰不講對仗，八曰不避俗字俗語。胡適在文中大力提倡白話文，認為：「白話文學之為中國文學之正宗，又為將來文學必用之利器，可斷言也。」他於1918年4月發表「建設的文學革命論」，將八項主張歸納為四項原則：一曰要有話說，方才說話。二曰有什麼話，說什麼話；話怎樣說，就怎樣說。三曰要說我自己的話，別說別人的話。四曰是什麼時代的人，說什麼時代的話。此外，他在《中國新文學大系建設理論集．導言》中提出要用一種新的文學史觀，打倒古文學的正統，建立白話文學為中國文學的正宗。另一方面要用向來被文人輕視的白話作為一切文學的唯一工具，創造中國的文學。
陳獨秀則於1917年2月號的《新青年》發表「文學革命論」，提出三大主張：「推倒雕琢的、阿諛的貴族文學，建設平易的、抒情的國民文學」，「推倒陳腐的、鋪張的古典文學，建設新鮮的、立誠的寫實文學」、「推倒迂腐的、艱澀的山林文學，建設明瞭的、通俗的社會文學」。
胡适、陈独秀在《新青年》提出文学革命後，得到了钱玄同、刘半农等人的支持。
1918年5月，《新青年》的文章完全改用白话文。
1919年，国语统一筹备会召开第一次大会。刘半农、胡适等提出《国语统一进行方法》的议案，其中提出把小学的“国文读本”改作“国语读本”，“国民学校全用国语，不杂文言”。但這一主張遭到刘师培、林琴南等人反对，李大钊等人又反駁刘师培等人的主張。

## 影響及成果
新文學運動徹底批判了旧文學，開創了一代新文學，促成文學研究會、創造社等新文學團體的蜂起和流派的產生。
在國家教育層面上，1919年8月，中華民國教育部批准山西国民学校试用山西省国民教科书审编委员会编寫的《白话通俗国文教科书》。1919年10月10日至25日，在山西运城舉辦的全国教育联合会決定要推行国语以及言文一致。
1920年1月24日，中華民國教育部公布修正《国民学校令》第13、第15条，将“国文”（文言文）改为“国语”（白話文），规定国民学校第一、二 、三、四年级學生學習“语体文”（白話文）。1920年1月，中華民國教育部发出通告，要求国民学校文言教科书分期作废，最後截止日期為1922年冬季。1922年冬季以后的教科書一律改用语体文（白話文）。1920年2月，中華民國教育部通知各省区的学校要使用新式标点符号。
新詩：
- 胡適（《嘗試集》》）
- 聞一多（《死水》、《紅燭》）
- 徐志摩（《翡冷翠的一夜》、《猛虎集》、《雲遊》）
- 冰心
- 郭沫若
- 戴望舒（《我底記憶》、《望舒草》、「雨巷」）
- 李金髮（《微雨》）
- 臧克家

小說：
- 魯迅（《吶喊》、《彷徨》、《故事新編》、「狂人日記」、「阿Q正傳」、「祝福」）
- 老舍（《駱駝祥子》、《四代同堂》）
- 茅盾（《子夜》）
- 巴金（《家》、《春》、《秋》）
- 沈從文

散文：
- 魯迅（《野草》、《朝花夕拾》、《熱風》）
- 周作人（《自己的園地》、《雨天的書》）
- 朱自清（《蹤跡》、《背影》、《歐遊雜記》、《你我》、《倫敦雜記》、「槳聲燈影裏的秦淮河」、「背影」、「荷塘月色」）
- 豐子愷（《緣緣堂隨筆》、《緣緣堂再筆》、《車廂社會》、《緣緣堂集外遺集》）
- 冰心（《寄小讀者》）
- 李廣田（《畫廊集》、《銀狐集》、《灌木集》）

戲劇：
- 曹禺（《雷雨》、《日出》、《原野》、《蛻變》、《北京人》）
- 田漢（《咖啡店的一夜》、《名優之死》、《月光曲》、《亂鐘》）
- 丁西林（《三塊錢國幣》
- 洪深
- 歐陽予倩